# Скуби-Ду! Жуткие игры
«Скуби-Ду! Жуткие игры» (англ. Scooby-Doo! Spooky Games) — спецвыпуск о приключениях Скуби-Ду и его друзей. Создан студией Warner Bros. Animation. В России транслировался на канале Boomerang. Первый показ состоялся 17 июля 2012 года.

## Сюжет
Пока Шегги и Скуби убегают от монстра и заманивают его в ловушки Фреда, организатор Олимпийских игр Диана наблюдает за удивительными беговыми способностями Шегги и Скуби и просит их присоединиться к Всемирным играм 2012 года в Лондоне. В итоге, во время игр оживает многовековая статуя, которая терроризирует город и мешает проведению Всемирных игр, но нашим героям это не мешает и они начинают разгадывать новую тайну!

## Роли озвучивали
- Фрэнк Уэлкер — Скуби-Ду / Фред Джонс
- Минди Кон — Велма Динкли
- Грей Гриффин — Дафна Блейк
- Мэттью Лиллард — Шэгги Роджерс
- Робин Аткин Даунс — Фортиус / диктор
- Трой Бейкер — Сергей Плотников
- Джош Китон — Стив Лукер
- Джанет Монтгомери — Диана
- Джеймс Патрик Стюарт — Джек Риггинс / Игорь